# Salvatore Sica
Salvatore Sica (Marano di Napoli, 8 ottobre 1928 – Marano di Napoli, 15 febbraio 2019) è stato un politico italiano, senatore della Repubblica per due mandati (1972-1976 e 1979-1983).

## Carriera politica
Avvocato conosciuto nella comunità locale, fu sindaco della sua città natale tra il 1957 e il 1958 e dal 1962 al 1963.
Nel 1972, entra in Senato, sostituendo Giacinto Bosco.
Nel 1979, ritorna di nuovo in Senato, grazie all'intercessione della famiglia Nuvoletta e di Carmine Alfieri, rimanendo in carica fino alla fine della legislatura, nel 1983.